# 博茨瓦纳人民党

博茨瓦纳人民党旗帜

博茨瓦纳人民党（英語：Botswana People's Party，缩写为BPP），原名贝专纳人民党，是博茨瓦纳的一个民主社会主义和泛非主义政党。该党成立于英国殖民时代的1960年12月。由于对立法委员会的不满，在音乐作曲家和教育家卡莱曼·T·莫特塞特的领导下，该党成为第一个倡导完全独立的大众政党。莫察迈·姆波曾因南非联邦《恐怖主义法》被控叛国罪，担任该党秘书长。在1965年第一次全国选举期间，党内分裂，导致贝专纳独立党（今博茨瓦纳独立党）在姆波的领导下成立。莫特塞特试图保留一小部分该党的旧成员，但权力最终被菲利普·马坦特夺走。1965年3月，首次大选举行，贝专纳民主党（今博茨瓦纳民主党）以压倒性优势获胜，在31个竞选席位中赢得28席，该党赢得3个席位。目前，该党是“民主变革之伞”联盟的成员。